# Station Saint-Florent-sur-Cher
Station Saint-Florent-sur-Cher is een spoorwegstation in de Franse gemeente Saint-Florent-sur-Cher.